# 보엠저빌
보엠저빌(Gerbilliscus boehmi)은 황무지쥐아과에 속하는 설치류의 일종이다. 앙골라와 부룬디, 콩고민주공화국, 케냐, 말라위, 모잠비크, 르완다, 탄자니아, 우간다, 잠비아에서 발견된다. 자연 서식지는 건조 사바나, 습윤 사바나 지역, 농지이다. 흔한 종으로 널리 분포하며, 직면해 있는 명백한 위협 요인이 없기 때문에 국제 자연 보전 연맹(IUCN)이 보전 등급을 "관심대상종"으로 지정하고 있다.

## 특징
보엠저빌은 보엠저빌속의 저빌 중에서 큰 종으로 꼬리가 아주 길고, 머리부터 몸까지 길이가 약 162mm, 꼬리가 216mm이다. 이마와 주둥이는 진한 갈색과 검은색을 띠고, 큰 눈과 검은 털이 덮힌 둥글고 큰 귀를 갖고 있다. 머리와 몸 윗부분은 중간 갈색을 띠고, 검은색과 담황색의 반점이 얼룩덜룩 나 있다. 옆구리는 털 끝이 황토색을 띠기 때문에 연하게 보인다. 턱과 하체, 팔다리 안쪽은 희다. 뺨과 어깨는 털 끝이 계피색을 띠며, 상체와 하체 사이에 날카롭게 경계를 이룬다. 꼬리는 가늘고 윗 부분은 진한색을 띠는 반면에 아랫쪽은 희며, 꼬리 끝 부분은 둥글게 전체적으로 희고 작은 붓꼬리 형태를 띤다.

## 생태
보엠저빌은 한 개 또는 두 개의 입구를 가진 굴 속에서 생활하며, 스스로 굴을 파거나 다른 저빌이나 두더지쥐가 판 굴을 사용한다. 잡식성 동물로 밤에 넓은 지역에서 먹이를 구하며, 식물과 곤충을 먹는다. 일년 중 여러 때, 여러 장소에서 번식을 하며, 우기철에 일치하기도 한다.